# Iroh
Iroh (艾洛T, Ài luòP) è un personaggio immaginario della serie animata statunitense Avatar - La leggenda di Aang, creato da Michael Dante DiMartino e Bryan Konietzko. Pur essendo un membro della Nazione del Fuoco, oltre che zio e mentore del principe Zuko (uno dei principali antagonisti inizialmente), Iroh ha un ruolo positivo nella serie e aiuta Aang e i suoi compagni in più occasioni.

## Concezione e sviluppo

### Doppiatori
Nell'episodio 15 della seconda stagione, "I racconti di Ba Sing Se", Iroh si dà un gran da fare a Ba Sing Se, facendo compere ed aiutando tutti quelli che incontra: bambini che giocano, il venditore da cui fa acquisti, la madre che non riesce a calmare il piccolo, il rapinatore improvvisato che non sa come tirare avanti. Al termine del suo viaggio si rivela che quel giorno era il compleanno del figlio morto; mentre Iroh prega, appare in sovraimpressione la scritta "In onore di Mako": l'episodio è infatti dedicato al doppiatore originale di Iroh, Makoto Iwamatsu in arte Mako. Sempre in suo onore, verrà utilizzato il suo nome per uno dei personaggi principali nel sequel La leggenda di Korra.

## Apparizioni

### Avatar - La leggenda di Aang
Primogenito del signore del fuoco Azulon e di Ilah e fratello di Ozai, Iroh è destinato a diventare il nuovo signore del fuoco. Fin da giovane si dimostra uno straordinario dominatore del fuoco, oltre che un abile stratega. Una notte ebbe la visione di sé entrare a Ba Sing Se con un esercito ed espugnarla, ma durante l'assedio della capitale del Regno della Terra, che lui stesso conduceva come generale, Iroh perde il suo unico figlio Lu Ten: abbandonò quindi l'assedio, coprendosi di vergogna agli occhi della Nazione del Fuoco. Il fratello Ozai ne approfittò per organizzare una congiura segreta (culminata con la morte del signore del fuoco Azulon) e diventa lui stesso il nuovo signore del fuoco. Iroh rimane a corte e prende sotto la sua ala il principe Zuko, maltrattato dal padre Ozai, il quale preferisce la sorella di Zuko, la principessa Azula. Quando Zuko viene sfregiato dal padre e bandito dalla Nazione del Fuoco fino a che non abbia catturato l'Avatar Aang, Iroh lo accompagna nel suo viaggio cercando di riportare la serenità nell'animo del nipote e di ricondurlo sulla retta via. Pur essendo un veterano della Nazione del Fuoco, Iroh preferisce la tranquillità e i piccoli piaceri della vita (in particolar modo il tè e il pai sho), piuttosto che la guerra e la violenza; nonostante ciò è un guerriero straordinariamente capace. Iroh è inoltre un membro di alto rango della società segreta nota come Ordine del loto bianco, un ordine di filosofi e illuminati votati al bene del mondo; durante lo scontro finale tra Aang e Ozai, Iroh era a comando di una piccola forza armata del Loto bianco per riconquistare Ba Sing Se e renderla al Regno della Terra: in quel frangente, Iroh capì che la sua visione avuta in giovinezza di lui che espugnava la capitale del Regno della Terra non era lui che la conquistava, ma che la liberava.

#### Fumetti
Nel sequel a fumetto The Promise, Iroh offre consigli ad Aang e Zuko sul Movimento della restaurazione dell'armonia. Rivela anche una nuova invenzione culinaria - il tè con le bolle - che Aang e Zuko non apprezzano. Iroh pensa che sia un uomo prima del suo tempo. In The Search, Iroh ritorna al suo diritto di nascita come Signore del Fuoco mentre Zuko e il team Avatar vanno alla ricerca della Principessa Ursa. Annoiato con il suo nuovo titolo, usa la sua autorità per dichiarare un Giorno nazionale di apprezzamento del tè.

### La leggenda di Korra
In seguito, dopo gli eventi di La leggenda di Aang, Iroh decise che avesse compiuto ogni suo scopo nel mondo terreno ed ascese, diventando uno spirito. Nel sequel La leggenda di Korra infatti compare più volte nel mondo degli spiriti, essendone diventato abitante. In onore di suo zio, Zuko ha chiamato suo nipote Iroh, generale delle Forze Unite, i servizi armati della Repubblica delle Nazioni Unite.

## Personalità
Facile, amichevole e di buon umore, Iroh tratta il suo esilio autoimposto come una lunga vacanza. Qualcosa di edonista nella sua vecchiaia, mostra più interesse per il relax e il divertimento rispetto alla ricerca dell'Avatar. Nonostante la sua età, Iroh è visto flirtare con varie donne durante la serie, ed è stato definito "bello" in più occasioni. Ciononostante, è uno stratega esperto e astuto, un potente dominatore del fuoco e un amorevole mentore per il nipote. Quando lui o coloro a cui importa sono minacciati, può rapidamente passare a una personalità feroce e inflessibile. A differenza della maggior parte dei dominatori del fuoco, ha un grande rispetto per i popoli vicini e si oppone volentieri a qualsiasi minaccia comune. In I racconti di Ba Sing Se, si suggerisce che il suo perpetuo ottimismo e generosità siano una forma di crescita post-traumatica derivante dalla morte del figlio Lu Ten. Questo può essere visto nella sua canzone "Leaves from the Vine", che canta nell'anniversario del compleanno di Lu Ten.
Iroh ama particolarmente il cibo, il buon tè, il gioco di strategia Pai Sho, e la musica piacevole. In seguito mostra abilità nel suonare il pipa e altri strumenti musicali. Molto probabilmente a causa del suo amore per il tè, è un botanico dilettante, anche se la sua errata interpretazione di alcune caratteristiche della pianta lo porta ad avvelenarsi accidentalmente. Il suo personaggio è mostrato al meglio nel rapporto con suo nipote, Zuko, sul quale impone l'introspezione.

## Poteri e abilità
Iroh padroneggia il dominio del fuoco, che gli consente di produrre e manipolare il fuoco a suo piacimento e di scaldare l'ambiente e gli oggetti: proprio la particolare capacità di sputare fuoco come un drago gli ha conferito il soprannome di "Dragone dell'ovest". Iroh è inoltre uno dei pochi dominatori del fuoco in grado di generare l'elettricità (oltre a lui ci riescono solo Azulon, Ozai e Azula): può lanciare scariche elettriche dalle dita ed è l'unico (prima che lo insegni a Zuko, che a sua volta lo insegnerà ad Aang) a saper anche far fluire un fulmine attraverso il proprio corpo senza rimanere ucciso facendo entrare l'elettricità da un braccio, deviandola nello stomaco (il mare del ki) e rilasciandola attraverso l'altro braccio: come spiega a Zuko prima di insegnargli la tecnica, è stato studiando il dominio dell'acqua che ha inventato la tecnica per reindirizzare le scariche elettriche.
Iroh è inoltre un ottimo conoscitore delle arti marziali Changquan, Shaolinquan, Lóng Xíng Mó Qiáo e Xing Yi Quan, e ha riflessi e forza ben superiori rispetto ad un uomo normale.

## Altri media
Iroh appare nell'adattamento cinematografico della serie L'ultimo dominatore dell'aria, interpretato dall'attore iraniano Shaun Toub.